# 布拉瑞揚·帕格勒法
布拉瑞揚·帕格勒法，是出身於臺灣臺東縣金峰鄉嘉蘭部落的排灣族舞者。國立臺北藝術大學舞蹈學系畢業後，加入雲門舞集，1998年獲亞洲文化協會獎助金赴紐約研習。曾受邀為雲門舞集、雲門2、美國瑪莎·葛蘭姆舞團等編作，作品深受國際讚譽「強烈的感染力，清新且獨樹一格」。2015年受羅曼菲舞蹈獎助金回臺東縣成立布拉瑞揚舞團，2021年成為國家文藝獎得主。

## 獎項
- 2012年，獲選為中華民國第50屆十大傑出青年。[1]
- 2018年，以《無，或就以沉醉為名》作品獲第十六屆「台新藝術獎」表演藝術獎
- 2019年，再以《路吶》獲第十七屆「台新藝術獎」年度大獎，是臺灣第一個連續獲獎團隊。
- 2021年，獲第22屆國家文藝獎。[2][3]

## 舞評
- 為美國瑪莎·葛蘭姆舞團編創《悲慟變奏》，舞評讚譽他的作品有著「強烈的感染力，清新且獨樹一格」。[來源請求]